# Фуссбалл (футбольный клуб, Порту-Алегри)
«Фуссбалл Клуб Порту-Алегри» (порт.-браз. Fussball Club Porto Alegre), иногда произносят Фуссбаль (нем. Fussball) — бывший бразильский футбольный клуб из города Порту-Алегри.

## История
Клуб «Фуссбалл» был основан 15 сентября 1903 года. Клуб был основан сотрудниками другой команды — «Риу-Гранди» во время поездки по Порту-Алегри 7 июля 1903 года. Основателями команды было 19 человек, все из которых были велосипедистами из Radfahrer Verein Blitz, по другим данным Sociedade Ciclistica Blitz, включая президента Отто Ниемайера. Все они были членами немецкой общины Риу-Гранди-ду-Сул. Штаб-квартиру «Фуссбалла» разместили в здании на улице Др. Тимотеу, около велостадиона Radfahrer Verein Blitz. 9 ноября того же года был открыт стадион на улице Волонтёров Родины, который использовался до 1911 года. 6 марта 1904 года «Фуссбалл» провёл первый матч против клуба «Гремио» в розыгрыше трофея Вандерпрайс, в котором проиграл со счётом 0:1. В 1908 году в клубе состоялся конфликт, результатом которого стала отставка президента команды Оскара Кампани.
С 1910 года «Фуссбалл» стал принимать участие в чемпионате Порту-Алегри. С 1911 года клуб стал играть на поле, расположенном на улице Флореста. В 1916 году название клуба было изменено на «Футбольный клуб Порту-Алегри» (порт.-браз. Foot-Ball Club Porto Alegre) и сменены цвета с чёрно-белых на зелёно-белые. С 1923 года стал «Фуссбалл» проводить матчи на стадионе Шакара дас Камелиас. И в том же году команда выиграла чемпионат Порту-Алегри. В конце 1930-х годов в «Фуссбалле» начались финансовые проблемы. В 1939 году он вылетел в серию В чемпионата штата. Годом позже клуб возвратился в серию А, но в 1941 году занял последнее место в чемпионате и вновь вылетел в серию В. На следующий год продолжающиеся финансовые проблемы привели к продаже «Шакара дас Камелиас» «Насьоналу». В 1944 году клуб прекратил деятельность в футбольной секции.

## Достижения
- Чемпион Порту-Алегри: 1923